# Natale in casa Cupiello (film)
Natale in casa Cupiello è un film per la televisione italiano, diretto da Edoardo De Angelis e tratto dall'omonima opera teatrale scritta da Eduardo De Filippo.
Il film, realizzato in occasione del 120º anniversario dall'anno di nascita di De Filippo, è stato trasmesso in prima serata su Rai 1 martedì 22 dicembre 2020. Si tratta del primo capitolo di una trilogia che prosegue con Sabato, domenica e lunedì (2021) e Non ti pago (2021).

## Trama
Come ogni anno, Luca Cupiello si dedica minuziosamente e ossessivamente alla costruzione del presepe. Il suo entusiasmo non è però condiviso né dalla moglie Concetta, né dal fratello Pasqualino, né dall'indolente figlio Tommasino il quale, ogni volta che il padre gli domanda se il presepe gli piaccia, risponde sempre di no.
A casa si presenta la figlia Ninuccia, sposata con Nicola Percuoco, un ricco uomo d'affari. Ninuccia, che non ha mai amato Nicola, mostra alla madre una lettera in cui dichiara al marito di volerlo lasciare per fuggire con l'amante Vittorio Elia (che tra l'altro è amico di Tommasino). Ninuccia promette alla madre che cercherà di far pace col marito, ma perde la lettera quando, durante uno scoppio di nervosismo, finisce anche per colpire il presepe; la lettera viene comunque ritrovata da Luca il quale, ignaro del suo contenuto, la consegna proprio a Nicola.
Tommasino invita Vittorio alla cena della Vigilia. Concetta chiede al giovane di andarsene subito ma Luca, sempre ignaro della situazione, insiste perché rimanga a cena. Vittorio e Ninuccia vengono colti in un momento di tenerezza da Nicola, che li obbliga a uscire di casa, non prima di aver accusato la suocera di aver favorito il tradimento ai suoi danni. Concetta rimane dunque sola in sala da pranzo fino a quando Luca, Pasqualino e Tommasino, vestiti come i Magi, entrano con i regali di Natale per lei.
Quando Luca scopre cosa è successo, la sua illusione di aver creato una famiglia serena si disgrega e subisce un ictus: lo shock è talmente grave da costringerlo a letto e fargli avere delle allucinazioni. Al suo capezzale si presentano anche i vicini. In un primo momento il medico che visita Luca afferma che potrebbe guarire, ma poi confessa a Pasqualino che, a meno di un miracolo, suo fratello non ce la farà. Vittorio si sente profondamente in colpa e vorrebbe chiedere perdono a Luca. Quest'ultimo però lo scambia per Nicola e, credendo che il genero e Ninuccia possano riappacificarsi, benedice inconsapevolmente la loro relazione; proprio in quel momento ritorna Nicola, che era andato a Roma da alcuni parenti, il quale tenta inutilmente di intervenire.
Infine, Luca chiede ancora una volta a Tommasino se gli piace il presepe e il figlio, che ora ha una nuova visione della vita, risponde finalmente di sì.

## Produzione
Rispetto all'opera originale, in questa versione le vicende sono ambientate circa vent'anni dopo, nel 1950.
Le riprese hanno avuto luogo in una casa in via dei Tribunali a Napoli, nel cuore della città antica, tra agosto e settembre 2020. Le poche scene ambientate all'esterno sono state girate nella vicina piazza Sisto Riario Sforza, con al centro l'obelisco di San Gennaro benedicente, di fronte al complesso del Pio Monte della Misericordia.
Nella produzione sono stati coinvolti alcuni noti artigiani partenopei. L'Istituto di Istruzione Superiore ad Indirizzo Raro “Giovanni Caselli” di Capodimonte e l'artigiano Giovanni Carusio hanno fornito alcune opere in ceramica per allestire l'appartamento della famiglia Cupiello, mentre Mario Talarico ha lavorato alla costruzione dell'ombrello «con il manico in corno vero» regalato da Luca a Concetta (la stessa ditta Talarico si occupò dell'ombrello portato in scena nella prosa televisiva del 1977).

## Accoglienza
Il film ha registrato una media di 5 636 000 telespettatori pari al 23,9% di share.